# Баришівська селищна територіальна громада
Баришівська міська територіальна громада — територіальна громада в Україні, у Броварському районі Київської області. Адміністративний центр — місто Баришівка.
Площа громади — 696,55 км², населення — 27 727 осіб (2020).
Утворена 12 червня 2020 року шляхом об'єднання Баришівської селищної ради та Бзівської, Веселинівської, Волошинівської, Гостролуцької, Дернівської, Коржівської, Корніївської, Лукашівської, Лук'янівської, Масківецької, Морозівської, Паришківської, Перемозької, Подільської, Рудницької, Сезенківської, Селичівської, Селищанської сільських рад Баришівського району.

## Населені пункти
У складі громади 1 місто (Баришівка) і 27 сіл:
- Бакумівка
- Бзів
- Борщів
- Веселинівка
- Власівка
- Волошинівка
- Гостролуччя
- Дернівка
- Коржі
- Корніївка
- Лукаші
- Лук'янівка
- Мала Тарасівка
- Масківці
- Морозівка
- Паришків
- Пасічна
- Перемога
- Поділля
- Рудницьке
- Сезенків
- Селичівка
- Селище
- Устинкова Гребля
- Хлопків
- Швачиха
- Шовкове

## Старостинські округи
- Бзівський
- Веселинівський
- Волошинівський
- Гостролуцький
- Дернівський
- Коржівський
- Корніївський
- Лукашівський
- Лук'янівський
- Масківецький
- Морозівський
- Паришківський
- Перемозький
- Подільський
- Рудницький
- Сезенківський
- Селичівський
- Селищанський

## Відомі люди
- Бійма Іван Спиридонович (1912, Коржі — 1992) — полковник Радянської Армії, учасник радянсько-фінської і німецько-радянської війн, Герой Радянського Союзу.
- Івченко Макар Павлович (1903, Коржі — 1975) — український мовознавець.
- Коляда Роман Вікторович (1976, Коржі)  — український піаніст-імпровізатор, композитор, журналіст, диякон
- Анастасій (Братановський-Романенко) (1761—1805) — церковний проповідник і перекладач, єпископ РПЦ
- Кульженко Стефан Васильович (1837—1906) — український видавець
- Колесник Петро Йосипович (1905–1987) — літературознавець, доктор філологічних наук
- Бутник Іван Данилович (1881–1927) — художник-графік
- Бутник Степан Данилович (1874–1952) — художник-графік
- Сорока Олександр Мусійович (1901–1941) — поет
- Коваленко Григорій Олексійович (1868–1937) — письменник, журналіст, історик, етнограф, художник і громадський діяч, репресований
- Тишко Федір Олексійович — поет, доктор медичних наук
- Герасименко Світлана Іванівна (1945) — український і таджицький астроном, відкривач комети Чурюмова-Герасименко.
- Сердюк Олександр Іванович — народний артист СРСР, лауреат Державних премій 1947 і 1948 років.
- Боровко Микола Маркіянович — український поет, заслужений працівник народної освіти Української РСР (1991).
- Антипенко Марія Родіонівна — українська радянська діячка, голова виконкому Волошинівської сільської ради Баришівського району Київської області. Депутат Верховної Ради УРСР 11-го скликання.
- Власенко Параска Іванівна — українська майстриня народного декоративного розпису.
- Галабурда Віктор Геннадійович — доктор економічних наук, професор кафедри «Економіка і управління на транспорті» Інституту економіки і фінансів Московського державного університету шляхів сполучення (МІІТ)
- Дарда Володимир Іванович — письменник, поет, громадський діяч
- Кудря Федір Євдокимович — сотник, льотчик армії УНР
- Собачко-Шостак Ганна Федосівна — майстер декоративного розпису, лауреат Шевченківської премії.
- Сокіл Олексій Якович — живописець, скульптор, архітектор, інженер-будівельник, педагог.
- Царенко Олекса Якович — командир полку Дієвої армії УНР
- Лужевський Руслан Михайлович (1975—2014) — український спецпризначинець, офіцер СБУ, Герой України (посмертно).
- Марченко Валентина Миколаївна (нар. 1967) — український фахівець у галузі економіки та корпоративного управління.
- Полуцький Олександр Володимирович (1977—2016) — солдат Збройних сил України, учасник російсько-української війни.
- Юрченко Михайло Іванович (1922—2008) — Герой Радянського Союзу.
- Гаркавенко Євген Миколайович (1979—2014) — солдат батальйону «Айдар», учасник російсько-української війни.
- Богдан Яків Іванович — старший лейтенант Червоної армії. У бою закрив собою амбразуру ворожого дзота.
- Богаєвський Юрій Вадимович — український дипломат. Надзвичайний і Повноважний Посол України.
- Вергунов Віктор Анатолійович — член-кореспондент Національної академії аграрних наук України (2010), директор Національної наукової сільськогосподарської бібліотеки НААН України.
- Гур'янов Леонід Миколайович — український дипломат.
- Костенко Василь Семенович — партійний і державний діяч, кандидат історичних наук, автор кількох книг прози та спогадів.
- Ткаченко Всеволод Іванович — український перекладач, поет, енциклопедист, літературознавець і країнознавець.
- Бондар Віктор Миколайович (1991—2015) — молодший сержант Збройних сил України, учасник російсько-української війни.
- Шостак Віра Іванівна — депутат Верховної Ради УРСР 9-10-го скликань.
- Шостак Віталій Вікторович (1987—2016) — солдат Збройних сил України, учасник російсько-української війни.
- Шостак Іван Володимирович (1925–2001) — український майстер народного розпису.
- Галинський Іван Романович — бандурист.
- Гурін Василь Данилович (1928—2000) — народний артист УРСР.
- Попович Денис Григорович (1979—2015), позивний «Денді» — захисник донецького аеропорту.
- Поправка Юрій Юрійович (1995—2014) — майданівець, який загинув під час АТО.
- Корж Микола Панасович — український радянський діяч.
- Красножон Михайло Дмитрович — доктор геологічних наук.
- Опанасенко Володимир Дмитрович — український актор. Заслужений діяч мистецтв України.
- Рейнгард Людвиг Васильович (1847—1920) — ботанік, альголог, професор, перший обраний ректор Харківського університету (1905—1906), таємний радник.
- Стельмах Григорій Юхимович (1903 — ? 1980/1981) — український радянський етнограф доктор історичних наук.